# کشیون (اکلاهما)
کشیون(به انگلیسی: Cashion) شهری در ایالت اکلاهما کشور ایالات متحده آمریکا است که جمعیت آن در سرشماری سال ۲۰۱۰ میلادی، ۸۰۲ نفر بوده‌است.